# IC 1041
IC 1041 је спирална галаксија у сазвјежђу Дјевица која се налази на листи објеката дубоког неба у Индекс каталогу.
Деклинација објекта је + 3° 22' 38" а ректасцензија 14h 40m 37,9s. Привидна величина (магнитуда) објекта IC 1041 износи 14,3 а фотографска магнитуда 15,1. IC 1041 је још познат и под ознакама MCG 1-37-45, CGCG 47-134, PGC 52434.